# Черногрязь
Черногря́зь (бел. Чарнагразь) — деревня в составе Черноборского сельсовета Быховского района Могилёвской области Республики Беларусь.

## Население
- 2010 год — 12 человек